# Trefläckig brunbagge
Trefläckig brunbagge (Abdera triguttata) är en skalbaggsart som först beskrevs av Leonard Gyllenhaal 1810.  Trefläckig brunbagge ingår i släktet Abdera, och familjen brunbaggar. Arten är reproducerande i Sverige.